# Penicillidia setosala
Penicillidia setosala är en tvåvingeart som beskrevs av Maa 1971. Penicillidia setosala ingår i släktet Penicillidia och familjen lusflugor. Inga underarter finns listade i Catalogue of Life.